# 安魂曲 (莫扎特)

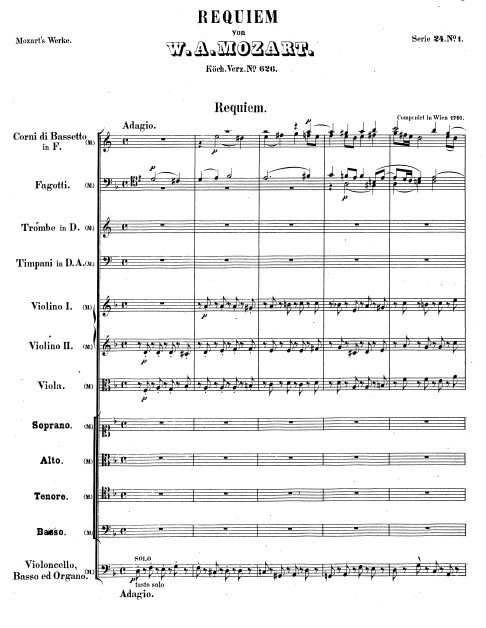
《安魂曲》樂譜首頁，《舊全集》，布赖特科普夫与黑特尔音乐出版社

D小调安魂弥撒曲（Requiem），目錄第626號，或简称D小調安魂曲，是莫扎特創作的一套安魂曲，写于1791年，是他最後的作品之一。

## 創作背景
1791年7月，一位匿名人士（後來發現該人是弗朗茨·馮·瓦爾塞格伯爵）要求莫扎特為他撰寫一套《安魂曲》。當時莫扎特仍在撰寫歌劇《魔笛》，亦剛剛接受為神圣罗马帝国皇帝利奥波德二世加冕成為波希米亞國王创作正歌剧（即《狄托的仁慈》）。如是，在8月、9月，莫扎特專注在這兩齣歌劇中；直至10月，才繼續完成《A大調單簧管協奏曲》和開始為《安魂曲》及另一首清唱劇起稿。11月20日，莫扎特病倒了，但他仍在床上休養及盡力作曲，一直至12月5日離世為止。

### 續篇
由於莫扎特已先從瓦尔塞根伯爵領取了半額的創作報酬，他的遺孀康丝坦兹急於找人完成以領取餘下的酬金。最先康丝坦兹先找了莫扎特的好友艾伯拿，但只完成部份继抒咏便放棄了。後來康丝坦兹找到曾協助莫扎特抄譜的蘇斯邁爾。蘇斯邁爾根據艾伯拿的一些資料，再加上自己的創作，最後趕及在莫扎特逝世百日前完成，還偽冒了莫扎特的簽名（很明顯，是為了讓瓦尔塞根伯爵覺得全曲的確是由莫扎特獨力完成，好讓康丝坦兹能向他領取餘下的報酬）。

## 分析

### 配器
木管樂器：2巴塞管（現代較常以單簧管代替）、2巴松管
銅管樂器：2小號、3長號（與合唱女低音、男高音及男低音齊奏）
敲擊樂器：定音鼓
鍵盤樂器：管風琴
絃樂器：第1小提琴、第2小提琴、中提琴、大提琴、低音提琴
聲樂：4獨唱（女高音、女低音、男高音、男低音）、四部混聲合唱

### 結構
全曲共八个部份，共14個樂章。结构如下：
1. 进堂咏：Introitus：Requiem aeternam（合唱+女高音獨唱）
2. 垂怜经：Kyrie：eleison（合唱）
3. 继抒咏：Sequentia：
  1. 末日经：Dies irae（合唱）
  2. 神奇号声：Tuba mirum（女高音、女中音、男高音、男低音獨唱）
  3. 赫赫君王：Rex tremendae majestatis（合唱）
  4. 求你垂怜：Recordare, Jesu pie（女高音、女中音、男高音、男低音獨唱）
  5. 受判之徒：Confutatis maledictis（合唱）
  6. 流淚之日：Lacrimosa dies illa（合唱）
4. 奉献经：Offertorium: 
  1. 圣主耶稣：Domine Jesu Christe（合唱+四部獨唱）
  2. 牺牲祈祷：Versus: Hostias et preces（合唱）
5. 圣哉经：Sanctus：Dominus Deus Sabaoth（合唱）
6. 迎主曲：Benedictus：（先四部獨唱後合唱）
7. 羔羊赞：Agnus Dei（合唱）
8. 领主曲：Communio: Lux aeterna（女高音獨唱+合唱）

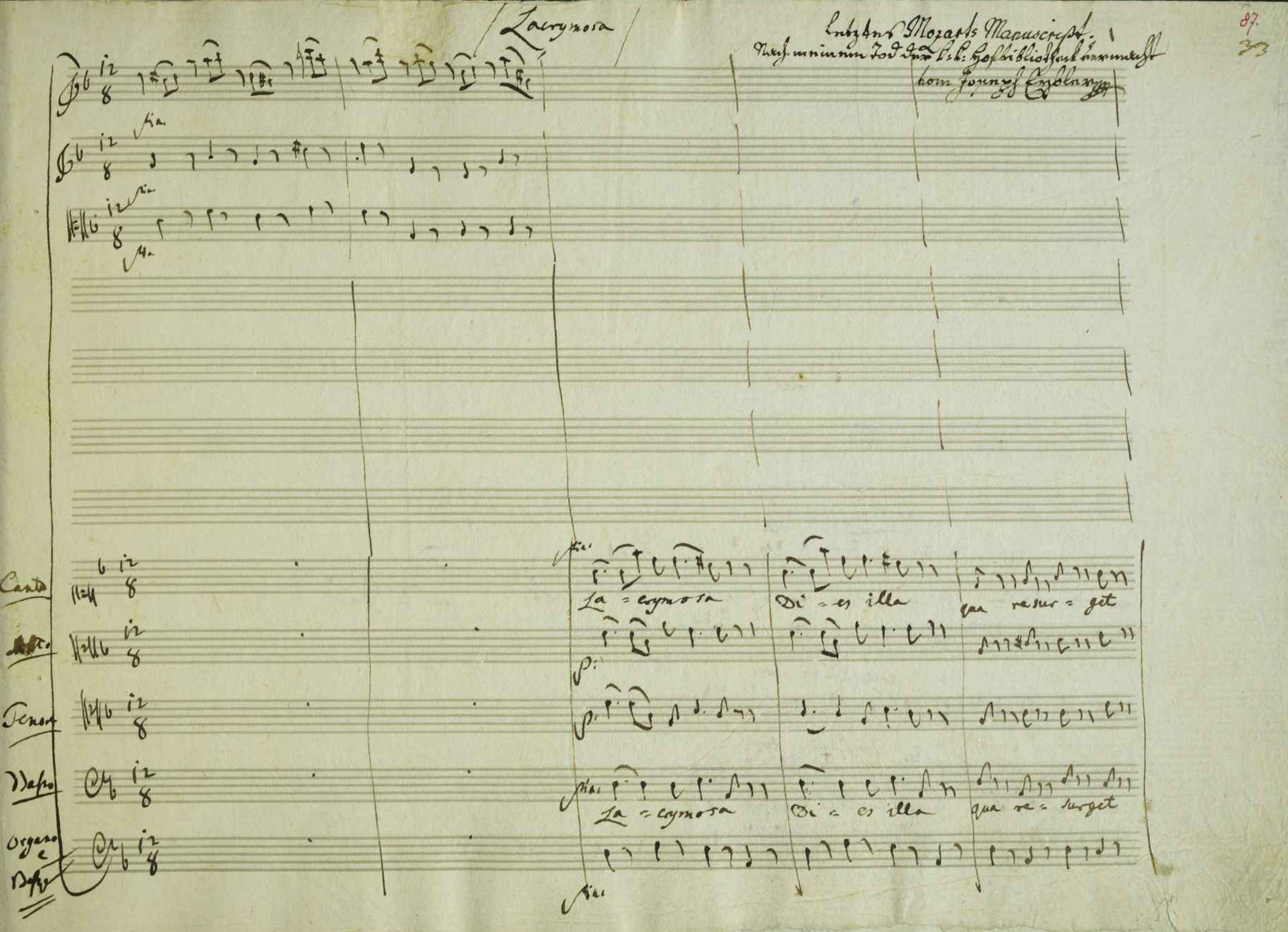
「流淚之日」首5小節的手稿，莫扎特只完成此樂章前8個小節的草稿。

## 錄音推薦
- Hogwood, Christopher. Kirkby, Emma. Watkinson, Carolyn. Rolfe-Johnson, Anthony. Thomas, David.  (CD). Éditions de l'Oiseau-Lyre. London: The Decca Record Co. Ltd. 1984. 411 712-2.
- Von Karajan, Herbert. Lipp, Wilma. Rössel-Majdan, Hilde. Dermota, Anton. Berry, Walter. . Resonance. Deutsche Grammophon. 429 160.
- Von Karajan, Herbert. Tomowa-Sintow, Anna. Baltsa, Agnes. Krenn, Werner. Van Dam, José. . Deutsche Grammophon. 429 821.

## 衍生作品
- 除了蘇斯邁爾的版本外，曾跟隨米歇尔·海顿的作曲家西吉斯蒙德·馮·紐柯姆（英语：Sigismund von Neukomm）於1819年亦曾單獨完成接在領主曲後的「解救我」（Linera Me）樂章，可是至今罕有演唱機會。

## 轶事
- 關於莫扎特與《安魂曲》之間的關係，一直以來就有很多不同的流傳和猜測。尤其當1984年電影公映後，更引來不少的聯想；然而電影的內容就和大多的流傳一樣，真確性存疑。
- 1958年，在布魯塞爾舉行的世界博覽會上曾展出過《安魂曲》的手稿，事後卻被發現當中「牺牲祈祷」的一頁被撕去。，而撕去的部份有由莫扎特所寫的“Quam olim d: C:”（重覆前一個樂章「聖主耶稣」中“曾對亞伯拉罕應許過”的一段），直至現在，仍然無法得知為何會發生這件事，亦未能尋回這一部份。

## 外部連結
- 莫扎特安魂曲：国际乐谱典藏计划上的乐谱
- 《莫扎特安魂曲》：谱子和报道（德语），《莫扎特全集》